# Felipe Enrique Neri, Baron de Bastrop

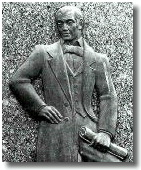
Felipe Enrique Neri, Baron de Bastrop, auf einem Denkmal

Felipe Enrique Neri, Baron de Bastrop (geboren als Philip Hendrik Nering Bögel am 23. November 1759 in Paramaribo, Niederländisch-Guayana; gestorben 1827 in Saltillo, Coahuila y Texas) war ein niederländischer Geschäftsmann.

## Leben
Bögel, dessen Vorfahren ursprünglich aus Essen stammen, war 1764 als Kleinkind mit seinen Eltern in die Niederlande zurückgekehrt. Er ließ sich später in Leeuwarden nieder, wo der als oberster Steuereintreiber tätig war. Als er jedoch wegen Unterschlagung von Steuergeldern angeklagt werden sollte, floh er im Mai 1793 nach Deutschland. Weil die niederländische Regierung für seine Ergreifung eine Belohnung von 1000 Golddukaten ausgesetzt hatte, nahm er wohl den Decknamen Bastrop an. Jedenfalls erscheint der Name Philip Hendrik Bastrop, zusammen mit dem seiner Frau Georgine Wolfeline und vier Kindern, auf der Passagierliste des Schiffes 'Brothers', welches von Hamburg nach Philadelphia in Nordamerika übersetzt und den dortigen Hafen am 25. September 1793 erreicht. Die Familie siedelte sich dann in Frederick County in Maryland an Allerdings scheinen sich seine Frau und die vier Töchter dort nicht sonderlich wohl gefühlt zu haben, denn bereits 1803 kehren sie in die Niederlande zurück und lassen sich in Muiden nieder. Die Herkunft des Namens Bastrop bleibt unklar. Eine Adelsfamilie dieses Namens existiert in den Niederlanden auf jeden Fall nicht. Lediglich in Dänemark gibt es einige wenig bekannte Orte, die den Namen Bastrup tragen.
Im April 1795 tauchte Bögel in der spanischen Kolonie Louisiana auf und gab sich dort als niederländischer Adeliger (Baron de Bastrop) aus. Er erhielt von der spanischen Kolonialverwaltung die Genehmigung eine Kolonie im Ouachita-Tal zu errichten.
Als Louisiana 1803 an die Vereinigten Staaten verkauft worden war, ging Bastrop, wie er sich nun nannte, ins damals noch spanische beherrschte Texas. Dort erhielt er erneut die Erlaubnis eine Kolonie zwischen Bexar und dem Trinity River zu gründen, jedoch missglückte dieses Unternehmen. Er ließ sich dann 1806 in San Antonio nieder, gründete dort ein Fuhrunternehmen und wurde im Laufe der Jahre ein angesehener Bürger.
Während des mexikanischen Unabhängigkeitskrieges verhielt er sich gegenüber den spanischen Kolonialherren loyal. Bastrop übte 1820 entscheidenden Einfluss auf den spanischen Statthalter in Texas, Antonio María Martínez, aus, der sich dann zugunsten von Moses Austin (1761–1821) und dessen Projekt einer aus zunächst 300 Siedlern bestehenden anglo-amerikanischen Kolonie in Texas entschied. Bastrop erlangte so eine Schlüsselstellung in der darauffolgenden Geschichte von Texas. Nach Moses Austin’s Tod nahm Bastrop eine Vermittlerrolle zwischen Regierungsvertretern und Stephen Fuller Austin ein, dem ältesten Sohn von Moses Austin, der das Projekt seines Vaters weiterführte. Im Juli 1823 wurde Bastrop schließlich vom spanischen Kommandanten Luciano García zum Beauftragten für die Austin-Kolonie ernannt, mit der Befugnis Land unter den Kolonisten zu verteilen. Bastrop genoss auch das Vertrauen der anglo-amerikanischen Siedler, deren Vertreter er in der Provinzialversammlung von Bexar wurde. Diese Versammlung wählte ihn im Mai 1824 wiederum zum Abgeordneten im Parlament des neugegründeten mexikanischen Bundesstaates Coahuila y Texas. Er setzte sich auch 1825 für die Verabschiedung eines Kolonisierungsgesetzes ein, sowie für die Anlage eines Hafens bei Galveston; beides wichtige Meilensteine für die nachfolgende Besiedlung von Texas. Seine Entlohnung war jedoch eher bescheiden und als Bastrop 1827 starb, mussten Abgeordnetenkollegen für seine Beerdigung sammeln.
Nach ihm sind die Stadt Bastrop und das Bastrop County benannt.